# سیجی کوبو
سیجی کوبو (انگلیسی: Seiji Kubo؛ زادهٔ ۲۱ اوت ۱۹۷۳) بازیکن فوتبال اهل ژاپن است.
از باشگاه‌هایی که در آن بازی کرده‌است می‌توان به باشگاه فوتبال ناگویا گرامپوس اشاره کرد.